# Beatrice Sciacca
Beatrice Sciacca (Cesena, 27 aprile 1983) è un'ex cestista italiana.
È alta 170 cm ed ha giocato nel ruolo di guardia.

## Carriera

### Club
Inizia a giocare a Cervia nelle giovanili della formazione locale, per poi passare nella prima squadra, militante in serie A-2 dove resta fino al 2005, tranne una breve parentesi a Cavezzo.
Una volta terminata l'esperienza cervese va a giocare in Sicilia, a Priolo Gargallo, dove resta per 4 stagioni, fino al 2009.
Ritorna quindi nella natia Romagna, trasferendosi, nel 2009-2010, al Club Atletico Faenza.

### Nazionale
È stata convocata nel 2006 per un torneo internazionale con la Nazionale maggiore a Taipei.
Il 2 luglio 2009 vince la medaglia d'oro ai Giochi del Mediterraneo di Pescara con la maglia della Nazionale italiana.

## Statistiche

### Presenze e punti nei club
Statistiche aggiornate al 31 maggio 2009
| Stagione        | Squadra                  | Competizione | Partite | Partite | Partite | Statistiche tiro | Statistiche tiro | Statistiche tiro | Altre statistiche | Altre statistiche | Altre statistiche | Altre statistiche | Altre statistiche |
| Stagione        | Squadra                  | Competizione | Pres.   | Titol.  | Minuti  | Tiri da 2        | Tiri da 3        | Liberi           | Rimb.             | Assist            | Rubate            | Stopp.            | Punti             |
| --------------- | ------------------------ | ------------ | ------- | ------- | ------- | ---------------- | ---------------- | ---------------- | ----------------- | ----------------- | ----------------- | ----------------- | ----------------- |
| 2000-2001       | Basket Cervia            | Serie B      |         |         |         |                  |                  |                  |                   |                   |                   |                   |                   |
| 2001-2002       | Basket Cervia            | Serie B      |         |         |         |                  |                  |                  |                   |                   |                   |                   |                   |
| 2002-2003       | Basket Cavezzo           | Serie A2     |         |         |         |                  |                  |                  |                   |                   |                   |                   |                   |
| 2003-2004       | Basket Cavezzo           | Serie A2     |         |         |         |                  |                  |                  |                   |                   |                   |                   |                   |
| 2004-2005       | TecnoAllarmi Cervia      | Serie A2     |         |         |         |                  |                  |                  |                   |                   |                   |                   |                   |
| 2005-2006       | Acer Priolo              | Serie A1     | 33      | 1       | 488     | 14/38            | 19/65            | 26/31            | 51                | 5                 | 23                | 0                 | 111               |
| 2006-2007       | Trogylos Priolo          | Serie A1     | 36      | 5       | 779     | 24/59            | 29/98            | 50/63            | 82                | 9                 | 38                | 0                 | 185               |
| 2007-2008       | Acer Priolo              | Serie A1     | 29      | 18      | 824     | 28/79            | 19/75            | 43/60            | 81                | 8                 | 38                | 0                 | 156               |
| 2008-2009       | Acer Erg Priolo          | Serie A1     | 27      | 3       | 453     | 17/50            | 15/51            | 20/30            | 51                | 1                 | 22                | 0                 | 99                |
| 2009-2010       | Club Atletico Faenza     | Serie A1     | 30      | 4       | 450     | 12/30            | 21/65            | 12/16            | 31                | 15                | 24                | 0                 | 99                |
| 2010-2011       | Officine Digitali Faenza | Serie A1     | 27      | 8       | 463     | 11/49            | 23/75            | 16/22            | 39                | 13                | 17                | 0                 | 107               |
| Totale carriera |                          |              |         |         |         |                  |                  |                  |                   |                   |                   |                   |                   |

### Cronologia presenze e punti in Nazionale
| Cronologia completa delle presenze e dei punti in Nazionale - Italia | Cronologia completa delle presenze e dei punti in Nazionale - Italia | Cronologia completa delle presenze e dei punti in Nazionale - Italia | Cronologia completa delle presenze e dei punti in Nazionale - Italia | Cronologia completa delle presenze e dei punti in Nazionale - Italia | Cronologia completa delle presenze e dei punti in Nazionale - Italia | Cronologia completa delle presenze e dei punti in Nazionale - Italia | Cronologia completa delle presenze e dei punti in Nazionale - Italia |
| Data                                                                 | Città                                                                | In casa                                                              | Risultato                                                            | Ospiti                                                               | Competizione                                                         | Punti                                                                | Note                                                                 |
| -------------------------------------------------------------------- | -------------------------------------------------------------------- | -------------------------------------------------------------------- | -------------------------------------------------------------------- | -------------------------------------------------------------------- | -------------------------------------------------------------------- | -------------------------------------------------------------------- | -------------------------------------------------------------------- |
| 28/05/2009                                                           | Porto San Giorgio                                                    | Italia                                                               | 68 - 55                                                              | Croazia                                                              | Amichevole                                                           | 3                                                                    | [ 7 ]                                                                |
| 29/05/2009                                                           | Porto San Giorgio                                                    | Italia                                                               | 75 - 71                                                              | Serbia                                                               | Amichevole                                                           | 0                                                                    | [ 8 ]                                                                |
| 30/05/2009                                                           | Porto San Giorgio                                                    | Italia                                                               | 63 - 67                                                              | Grecia                                                               | Amichevole                                                           | 0                                                                    | [ 9 ]                                                                |
| 28/06/2009                                                           | Ortona                                                               | Italia                                                               | 118 - 35                                                             | Albania                                                              | G. Mediterraneo 2009 - Fase a gironi                                 | 8                                                                    | [ 10 ]                                                               |
| 29/06/2009                                                           | Ortona                                                               | Italia                                                               | 71 - 89                                                              | Croazia                                                              | G. Mediterraneo 2009 - Fase a gironi                                 | 0                                                                    | [ 11 ]                                                               |
| 30/06/2009                                                           | Pescara                                                              | Italia                                                               | 63 - 60                                                              | Grecia                                                               | G. Mediterraneo 2009 - Semifinale                                    | 2                                                                    | [ 12 ]                                                               |
| 02/07/2009                                                           | Pescara                                                              | Italia                                                               | 70 - 54                                                              | Serbia                                                               | G. Mediterraneo 2009 - Finale                                        | 0                                                                    | [ 13 ]                                                               |
| 15/07/2010                                                           | Cavalese                                                             | Italia                                                               | 56 - 61                                                              | Lettonia                                                             | Torneo amichevole                                                    | 1                                                                    | [ 14 ]                                                               |
| 16/07/2010                                                           | Cavalese                                                             | Italia                                                               | 76 - 73                                                              | Germania                                                             | Torneo amichevole                                                    | 0                                                                    | [ 15 ]                                                               |
| 17/07/2010                                                           | Cavalese                                                             | Italia                                                               | 62 - 69                                                              | Turchia                                                              | Torneo amichevole                                                    | 0                                                                    | [ 16 ]                                                               |
| 02/08/2010                                                           | Cagliari                                                             | Italia                                                               | 69 - 76                                                              | Croazia                                                              | Qual. Euro 2011 - Girone A                                           | 0                                                                    | [ 17 ]                                                               |
| 26/08/2010                                                           | Kaunas                                                               | Lituania                                                             | 81 - 83                                                              | Italia                                                               | Qual. Euro 2011 - Girone A                                           | 0                                                                    | [ 18 ]                                                               |
| 29/08/2010                                                           | Cagliari                                                             | Italia                                                               | 68 - 59                                                              | Paesi Bassi                                                          | Qual. Euro 2011 - Girone A                                           | 2                                                                    | [ 19 ]                                                               |
| Totale                                                               |                                                                      | Presenze                                                             | 13                                                                   |                                                                      | Punti                                                                | 16                                                                   |                                                                      |

## Palmarès
- Giochi del Mediterraneo: 1
Nazionale italiana: Italia 2009.